# Фторид технеция(V)
Фторид технеция(V) — неорганическое соединение, соль технеция и плавиковой кислоты с формулой TcF5. Представляет собой жёлтые кристаллы, реагирующие с водой.

## Получение
- Нагревание порошка технеция в струе фтора, разбавленного азотом[1]:

{\displaystyle {\mathsf {2Tc+5F_{2}\ {\xrightarrow {350^{o}C}}\ 2TcF_{5}}}}
- Действие иода на раствор фторида технеция(VI) во фториде иода(V)[1]:

{\displaystyle {\mathsf {2TcF_{6}+I_{2}\ {\xrightarrow {IF_{5}}}\ 2TcF_{5}+2IF}}}

## Физические свойства
Фторид технеция(V) представляет собой жёлтые кристаллы ромбической сингонии. Параметры ячейки a = 0,76 нм, b = 0,58 нм, c = 1,66 нм. Реагирует с водой, летуч.

## Химические свойства
- Взаимодействует с фторидами щелочных металлов в растворе фторида иода(V) с образованием комплексных соединений жёлтого цвета[1]:

{\displaystyle {\mathsf {TcF_{5}+KF\ {\xrightarrow {}}\ K[TcF_{6}]}}}
- Гидролизуется водой, диспропорционируя при этом на более устойчивые соединения технеция[3]:

{\displaystyle {\mathsf {3TcF_{5}+8H_{2}O\ {\xrightarrow {}}\ HTcO_{4}+2TcO_{2}+15HF}}}